# Rate (nordisk mytologi)

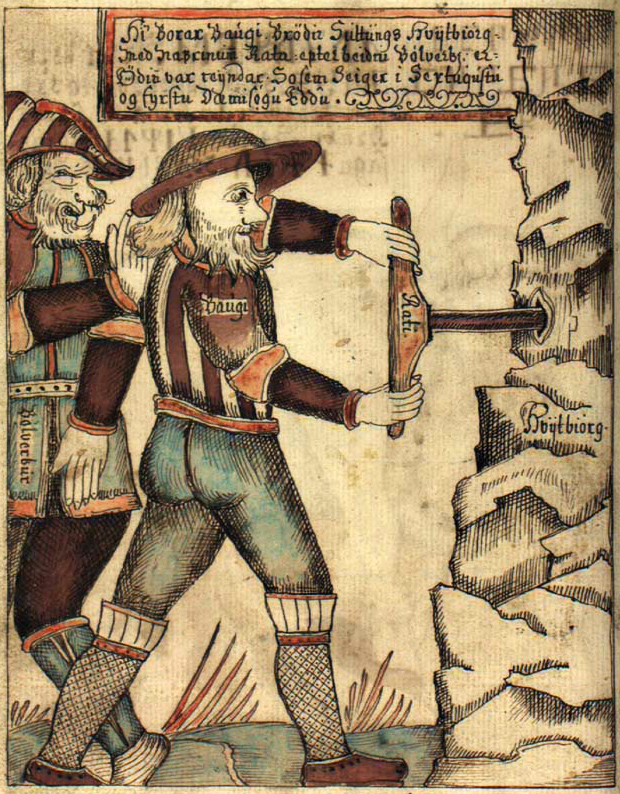
”Här borrar Bauge, Suttungs broder, i Hnitbjörg med navaren Rate på Bölverks begäran.” Bild av Ólafur Brynjúlfsson ur handskriften Sæmundar og Snorra Edda, 1760.

Rate (fornvästnordiska Rati) är i nordisk mytologi den navare som enligt Snorre Sturlasson användes av jätten Suttungs broder Bauge för att borra ett hål i berget Hnitbjörg, där skaldemjödet förvarades. Oden, som använde täcknamnet Bölverk, övervakade arbetet. Då borrhålet var färdigt förvandlade han sig till en orm och slingrade sig in i berget. Hans syfte var att stjäla Suttungs mjöd, vilket också lyckades. Detta berättas i Skáldskaparmál, kapitel G58.
| Då drog Bölverk fram navaren som heter Rati och sade åt Bauge att han skulle borra i berget om navaren biter. Han gjorde så. Snart sade Bauge att berget var genomborrat, men när Bölverk blåste i hålet flög stendammet emot honom. Han insåg då att Bauge tänkte svika honom, och bad honom på nytt att borra igenom berget. Bauge borrade igen och när Bölverk för andra gången blåste i hålet for dammet inåt. Då förvandlade sig Bölverk till en orm och ringlade in i hålet. Bauge stack efter honom med navaren, men missade. | Þá dregr Bǫlverkr fram nafar þann er Rati heitir ok mælir at Baugi skal bora bjargit ef nafarrinn bítr. Hann gerir svá. Þá segir Baugi at gǫgnum er borat bjargit, en Bǫlverkr blæss í nafars raufina ok hrjóta spænirnir upp í móti honum. Þá fann hann at Baugi vildi svíkja hann, ok bað bora gǫgnum bjargit. Baugi boraði enn. En er Bǫlverk‹r› blés annat sinn, þá fuku inn spænirnir. Þá brásk Bǫlverkr í orms líki ok skreið í nafars raufina, en Baugi stakk eptir honum nafrinum ok misti hans. |  |

Bauge hade antagligen insett att Bölverk var hamnskiftare och avsåg nu att få honom instängd i det ofärdiga borrhålet. Men sveket misslyckades då Bölverk överlistade honom.
Berättelsen om hur Oden stal skaldemjödet finns också i Hávamál 103–110, men här tycks borren komma till användning när Oden skall ta sig ut ur berget. Hur han tog sin in omtalas inte, och jätten Bauge  är inte heller nämnd.
| Rates bett lät jag rum mig ge, genom gnejsen han gnagde; över och under stod urjättars vägar – hade mitt huvud när mist. | Rata munn létumk rúms um fá ok um grjót gnaga; yfir ok undir stóðumk jǫtna vegir, svá hættak hǫfði til. |  |

Med ”jättarnas vägar” (jǫtna vegir) menas bergets innandöme. Strofen beskriver kanske en schamanfärd. Åke Ohlmarks har i en kommentar till sin översättning 1948 följande förklaring: ”Hela myten förstås blott, om den ses i belysning av altaiska schamanseder och -myter, där tjänandet hos schamanen betecknas med en ring (baugr) och där orm- och örnförvandlingarna samt extasdrycken höra hemma.” Förvandlingarna till orm och örn omtalas dock endast av Snorre. Vad Odens dikt-jag själv säger – i denna och i följande strofer – är att han var nära att mista livet, men att Suttungs dotter Gunnlöd räddade honom. Hur detta gick till vet vi inte, mer än att hon tycks ha hjälpt honom att komma ut ur berget. Att Oden använde täcknamnet Bölverk nämns i strof 109.

## Namnet
Etymologin för ordet rati är omstridd. Namnet har tidigare brukat översättas ”vägfinnaren”, av rata, ”hitta, finna vägen”, men mer troligt är kanske att namnet helt enkelt betyder ”borr”. Ordet är i så fall släkt med ett gammalt danskt verb vraade, som betyder ”gräva, gräva sig fram”. Ursprungligen har rati uttalats vrati; v-bortfallet anses kunna datera dikten till sent 900-tal. Strofens inledande ord rata munn betyder ”borrens mun” (d.v.s.”spets”), vilket Jackson Crawford i sin nyöversättning av Hávamál till engelska 2015, dristade sig till att översätta ”Rati’s tusk”. En översättning tillbaka till norröna skulle då bli Rata toskr. Ratatosk är den ekorre som enligt Grímnismál 32 skuttar omkring i världsträdet Yggdrasil, och det råder bred samstämmighet att det ”rati” som ingår i ekorrens namn är samma ord som är namnet på Bölverks borr. Ekorrens uppgift var enligt Snorre att överbringa ”fiendskapsord” (ǫfundarorð) mellan draken Nidhögg och örnen i trädets topp. I Snorres berättelse om hur Oden stal skaldemjödet är det Oden själv som först förvandlar sig till en orm och sedan till en örn då han med stölgodset flyger hem från Hnitbjörg.
Enligt Rudolf Simek var det troligen ett rent misstag från Snorres sida att låta borren ”Rate” få ett namn. Han tolkade första ordet i Hávamál 106 som ett namn, men så var det nog inte tänkt, om ordet betyder ”borr”. Å andra sidan bör rati ha varit ett ovanligt ord för ”borr” på Snorres Island. (De flesta dikter ur Hávamál tycks ha tillkommit i Norge ett par hundra år före Snorres levnad.)